# Eintracht Frankfurt (Frauenfußball)
Eintracht Frankfurt ist ein am 8. März 1899 gegründeter Sportverein aus Frankfurt am Main. Seit dem Jahr 2004 wird in der Fußballabteilung auch Frauenfußball angeboten. Die Mannschaft spielte bis 2020 nur regionalen Fußball bis zur Regionalliga. Durch eine Fusion mit dem 1. FFC Frankfurt und der damit verbundenen Spielrechtsübernahme spielt man aktuell in der Bundesliga. Die „alte“ Erste Mannschaft spielte hiernach weiter als Eintracht III in der Regionalliga Süd.

## Geschichte

### Gründung 2004 bis 2020
Die Frauenmannschaft der Eintracht nahm in der sechstklassigen Bezirksliga Frankfurt (Gruppe 2) den Spielbetrieb auf. Gegründet wurde die Mannschaft vom damaligen Abteilungsleiter Stefan Winterling und der Trainerin Tamara Varga. Das erste Frauenfußball-Pflichtspiel in der Geschichte der Eintracht fand am 11. September 2004 statt. Die Eintracht-Frauen spielten 1:1 bei der SG Mönstadt. Eine Woche später folgte im 1. Heimspiel am Riederwald ein klares 11:0 gegen die TGM/SV Jügesheim II. Am Saisonende belegten die Eintracht-Frauen hinter den Jügesheimerinnen Platz 2 und stiegen damit wie diese in die Bezirksoberliga Frankfurt auf.
In der Bezirksoberliga erreichten die Adlerträgerinnen auf Anhieb den dritten Platz. Auch in der folgenden Saison belegte die Mannschaft Platz 3, sodass der erhoffte Aufstieg in die Verbandsliga nicht gelang. 2007/08 reichte es dann für Platz 2 hinter dem punktgleichen FC Rommelhausen, der das bessere Torverhältnis hatte, und die Teilnahme an der Relegationsrunde. Mit sechs Punkten aus drei Spielen (8:3 Tore) sicherte sich die Mannschaft den Aufstieg.
Nachdem für den Aufstieg in die Verbandsliga gleich drei Anläufe notwendig gewesen waren, gelang der Sprung in die Hessenliga auf Anhieb. Mit über 100 Toren gelang der SGE der direkte Durchmarsch. Zudem nahm die Mannschaft nach dem Gewinn des Regionalpokals (6:0 im Finale gegen den FC Rommelhausen) erstmals am Hessenpokal teil. Dort gab es allerdings in der 1. Runde eine 4:6-Niederlage im Elfmeterschießen gegen den Regionalligisten und ehemaligen Zweitligisten TSV Jahn Calden, der den Pokalwettbewerb schließlich auch gewann. In der ersten Hessenliga-Saison hielt die Mannschaft problemlos die Klasse und belegte am Ende einen guten fünften Platz. Erneut gelang mit dem Gewinn des Regionalpokals die Qualifikation für den Hessenpokal. Dort erreichte man das Halbfinale, wo erneut gegen den späteren Sieger Calden Endstation war (3:5).
In der folgenden Spielzeit etablierten sich die Eintrachtlerinnen mit Platz 6. Auf Pokalebene lief es wie in der vorherigen Saison: Sieg im Regionalpokal, Erreichen des Halbfinals im Hessenpokal, Niederlage gegen Calden (0:1), das erneut den Hessenpokal gewann. Für die Saison 2011/12 war der Aufstieg in die Regionalliga das erklärte Ziel. Am letzten Spieltag sicherten sich die Riederwälderinnen dank des besseren Torverhältnisses den Aufstieg vor der punktgleichen Mannschaft von Opel Rüsselsheim. Zudem wurde erstmals das Finale des Hessenpokals erreicht, in dem die Adlerträgerinnen allerdings dem RSV Roßdorf mit 0:1 unterlagen.
Die erste Regionalliga-Saison beendete die Mannschaft auf dem 10. Platz, der regulär der erste Abstiegsplatz ist. Da es jedoch keinen Absteiger aus der 2. Bundesliga Süd in die Regionalliga Süd gab, reichte diese Platzierung zum Klassenerhalt. Mit einem 2:1-Sieg gegen Eintracht Wetzlar konnten die Adlerträgerinnen erstmals den Hessenpokal gewinnen und sich damit für den DFB-Pokal qualifizieren.
Zur Saison 2013/14 konnten mit der ehemaligen Nationalspielerin Tina Wunderlich und Patrizia Barucha zwei langjährige Bundesligaspielerinnen verpflichtet werden, die zuletzt allerdings nur noch in der 2. Bundesliga aktiv gewesen waren. Auch Michelle Baumann, Kristina Brenner und Melanie Kantor waren zuvor bereits in der Bundesliga zum Einsatz gekommen. Die Mannschaft belegte nach der Hinrunde den 3. Tabellenplatz, fiel aber in der Rückrunde noch zurück, sodass die Saison auf dem 7. Tabellenplatz beendet wurde. Im Finale des Hessenpokals unterlagen die Adlerträgerinnen der Mannschaft aus Calden mit 1:3.
Am Ende der Saison 2014/15 belegte die Mannschaft den 10. Tabellenplatz. Da es erneut keinen Absteiger aus der 2. Bundesliga Süd gab, sicherten sich die Riederwalderinnen mit dieser Platzierung den Verbleib in der Regionalliga.
Die Saison 2015/16 beendeten die Adlerträgerinnen auf dem 12. und letzten Tabellenplatz und mussten damit in die Hessenliga absteigen. Am drittletzten Spieltag der Saison 2016/17 machte die Mannschaft den direkten Wiederaufstieg perfekt. In der Saison 2017/18 gelang den SGE-Spielerinnen vorzeitig die Qualifikation zur Aufstiegsrunde für die neue eingleisige 2. Bundesliga, die als großes Ziel anvisiert worden war. Die Aufstiegsrunde beendete die Mannschaft auf dem dritten und damit vorletzten Platz der Gruppe 1 und verpasste somit den Aufstieg. 2019 wurde der Hessenpokal zum zweiten Mal nach einem 3:2 im Finale gegen Jahn Calden gewonnen. In der wegen Corona verkürzten Saison 2019/20 wurde Platz 2 erreicht, der zum Aufstieg berechtigt hätte. Aufgrund der Fusion mit dem 1. FFC Frankfurt verblieb die Mannschaft aber in der Regionalliga und trat in der Folgesaison als Eintracht Frankfurt III wiederum in der Regionalliga Süd an. Zum dritten Mal gewannen die Eintracht-Damen 2020 den Hessenpokal.

### Fusion mit dem 1. FFC Frankfurt
Zur Saison 2020/21 fusionierte der Verein zum 1. Juli 2020 mit dem 1. FFC Frankfurt, dabei wurden die erste und die zweite Mannschaft des 1. FFC in die Fußball AG der Eintracht integriert und treten seitdem unter dem Namen Eintracht Frankfurt an. Beide Teams bestreiten ihre Heimspiele, wie bisher, im Stadion am Brentanobad. Am 16. Juni des Jahres unterzeichneten Vertreter beider Vereine den Fusionsvertrag. Man plant weiterhin die Spielberechtigungen der drei weiteren Mannschaften des FFC und der Eintracht zu übernehmen und somit bis zu fünf Frauenteams in den fünf höchsten Ligen für die Saison 2020/21 zu melden. Am 28. Juni 2020 bestritt der 1. FFC sein letztes Spiel unter dem alten Namen und verlor mit 0:2 gegen den SC Freiburg. Am 6. September 2020 absolvierte die Frauenmannschaft von Eintracht Frankfurt ihr erstes Bundesliga-Spiel und besiegte den Aufsteiger Werder Bremen im Deutsche Bank Park mit 5:1.
In der Saison 2021/22, der zweiten des ehemaligen FFC-Kaders unter dem neuen Dach der Eintracht, gelang den Frankfurterinnen die Qualifikation für die Vorrundenturniere der UEFA Women’s Champions League, in welcher sie gegen Fortuna Hjørring und Ajax Amsterdam antraten. Das Spiel gegen die dänischen Gastgeberinnen konnte mit 2:0 gewonnen werden, allerdings scheiterte die Eintracht im zweiten Spiel in der Nachspielzeit an den Ajax-Frauen mit 2:1. Das Auftaktspiel der Bundesliga-Saison 2022/23, das etwas über einen Monat nach dem Auftakt der Männer-Bundesliga ebenfalls gegen den FC Bayern München angesetzt war, endete mit einem 0:0. Dabei wurde ein neuer Zuschauerrekord für die Frauen-Bundesliga aufgestellt. Mit 23.200 Zuschauern waren knapp 10.000 Menschen mehr im Stadion als beim vorherigen Rekordspiel aus dem Jahr 2014.

## Erste Mannschaft

### Kader der Saison 2025/26
Stand: 5. August 2025
(Sortierung nach Alphabet)
| 12 | Lina Altenburg | Deutschland |
| 21 | Janne Krumme   | Deutschland |
| 18 | Lea Paulick    | Deutschland |
| 01 | Sophia Winkler | Deutschland |

| 29 | Dilara Açıkgöz     | Deutschland |
| 13 | Amanda Ilestedt    | Schweden    |
| 11 | Nina Lührßen       | Deutschland |
| 16 | Marthine Østenstad | Norwegen    |
| 22 | Nadine Riesen      | Schweiz     |
| 25 | Jella Veit         | Deutschland |
| 17 | Pia-Sophie Wolter  | Deutschland |

| 20 | İlayda Açıkgöz  | Deutschland        |
| 26 | Ainhoa Alguacil | Spanien            |
| 08 | Lisanne Gräwe   | Deutschland        |
| 04 | Noemi Ivelj     | Schweiz            |
| 27 | Erëleta Memeti  | Kosovo Deutschland |
| 06 | Elisa Senß      | Deutschland        |
| 09 | Jarne Teulings  | Belgien            |

| 19 | Nicole Anyomi      | Deutschland |
| 28 | Rebecka Blomqvist  | Schweden    |
| 15 | Remina Chiba       | Japan       |
| 10 | Laura Freigang     | Deutschland |
| 07 | Lara Prašnikar     | Slowenien   |
| 14 | Géraldine Reuteler | Schweiz     |

### Wechsel zur Saison 2025/26
Alphabetische Sortierung
| Zugänge - Ainhoa Alguacil (FC Valencia) - Rebecka Blomqvist (VfL Wolfsburg) - Amanda Ilestedt (FC Arsenal) - Noemi Ivelj (Grasshoppers Zürich) - Erëleta Memeti (TSG 1899 Hoffenheim) - Marthine Østenstad (SK Brann Kvinner) - Jarne Teulings (Feyenoord Rotterdam) - Sophia Winkler (SGS Essen) | Abgänge - Anna Aehling (1. FC Union Berlin) - Sara Doorsoun (Angel City FC) - Barbara Dunst (FC Bayern München) - Stina Johannes (VfL Wolfsburg) - Sophia Kleinherne (VfL Wolfsburg) - Sophie Nachtigall (SC Freiburg) - Tanja Pawollek (1. FC Union Berlin) - Pernille Sanvig (Leihe zu BK Häcken bis 12/2025) - Carlotta Wamser (Bayer 04 Leverkusen) |

### Trainerhistorie
- Tamara Varga: 2004–2006
- Klaus Krost: 2006–2010
- Christof Reimann: 2010–2011
- Michael Mahla: 2011–2012
- Klaus Krost: 2012–12.2012
- Heiko Rosenfelder: 01.2013–2016
- Christian Yarussi: 2016–2018
- Stefan von Martinez: 2018–10.2018
- Christian Yarussi: 10.2018–2020
- Niko Arnautis: seit 2020 (bereits seit 2017 in gleicher Position beim 1. FFC Frankfurt)

## Statistik

### Erfolge
- Meister der Regionalliga Süd: 2018
- Meister der Hessenliga: 2012, 2017
- Hessenpokalsieger: 2013, 2019, 2020
- DFB-Pokal-Finalist: 2021

### Saisonergebnisse
| Saison  | Spielklasse | Liga                         | Platz | Spiele | S  | U | N  | Tore   | Diff. | Punkte | Hessenpokal   | DFB-Pokal     | UEFA Women’s Champions League |
| ------- | ----------- | ---------------------------- | ----- | ------ | -- | - | -- | ------ | ----- | ------ | ------------- | ------------- | ----------------------------- |
| 2004/05 | 6.          | Bezirksliga Frankfurt, Gr. 2 | 2.    | 14     | 11 | 2 | 1  | 55:5   | +50   | 35     | —             | —             | —                             |
| 2005/06 | 5.          | Bezirksoberliga Frankfurt    | 3.    | 16     | 9  | 4 | 3  | 29:21  | +8    | 31     | —             | —             | —                             |
| 2006/07 | 5.          | Bezirksoberliga Frankfurt    | 3.    | 18     | 12 | 3 | 3  | 50:14  | +36   | 39     | —             | —             | —                             |
| 2007/08 | 5.          | Bezirksoberliga Frankfurt    | 2.    | 18     | 16 | 2 | 0  | 81:17  | +64   | 50     | —             | —             | —                             |
| 2008/09 | 5.          | Verbandsliga Hessen-Süd      | 1.    | 24     | 22 | 0 | 2  | 107:24 | +83   | 66     | 1. Runde      | —             | —                             |
| 2009/10 | 4.          | Hessenliga                   | 5.    | 22     | 11 | 4 | 7  | 42:31  | +11   | 37     | Halbfinale    | —             | —                             |
| 2010/11 | 4.          | Hessenliga                   | 6.    | 22     | 6  | 8 | 8  | 32:37  | −5    | 26     | Halbfinale    | —             | —                             |
| 2011/12 | 4.          | Hessenliga                   | 1.    | 22     | 14 | 5 | 3  | 66:23  | +43   | 47     | Finale        | —             | —                             |
| 2012/13 | 3.          | Regionalliga Süd             | 10.   | 22     | 7  | 1 | 14 | 32:44  | −12   | 22     | Sieg          | —             | —                             |
| 2013/14 | 3.          | Regionalliga Süd             | 7.    | 22     | 8  | 5 | 9  | 25:38  | −13   | 29     | Finale        | 1. Runde      | —                             |
| 2014/15 | 3.          | Regionalliga Süd             | 10.   | 22     | 7  | 2 | 13 | 25:42  | −17   | 23     | Halbfinale    | —             | —                             |
| 2015/16 | 3.          | Regionalliga Süd             | 12.   | 22     | 1  | 3 | 18 | 19:63  | −44   | 6      | Finale        | —             | —                             |
| 2016/17 | 4.          | Hessenliga                   | 1.    | 22     | 18 | 3 | 1  | 93:14  | +79   | 57     | Viertelfinale | —             | —                             |
| 2017/18 | 3.          | Regionalliga Süd             | 1.    | 26     | 18 | 3 | 5  | 64:34  | +30   | 57     | Finale        | —             | —                             |
| 2018/19 | 3.          | Regionalliga Süd             | 4.    | 26     | 15 | 3 | 8  | 68:47  | +21   | 48     | Sieg          | —             | —                             |
| 2019/20 | 3.          | Regionalliga Süd             | 2.    | 26     | 12 | 2 | 3  | 54:20  | +34   | 38     | Sieg          | 2. Runde      | —                             |
| 2020/21 | 1.          | Bundesliga                   | 6.    | 22     | 9  | 3 | 10 | 43:29  | +14   | 30     | —             | Finale        | —                             |
| 2021/22 | 1.          | Bundesliga                   | 3.    | 22     | 15 | 1 | 6  | 49:26  | +23   | 46     | —             | Achtelfinale  | —                             |
| 2022/23 | 1.          | Bundesliga                   | 3.    | 22     | 17 | 3 | 2  | 57:22  | +35   | 54     | —             | Achtelfinale  | 1. Runde                      |
| 2023/24 | 1.          | Bundesliga                   | 3.    | 22     | 14 | 2 | 6  | 42:25  | +17   | 44     | —             | Halbfinale    | Gruppenphase                  |
| 2024/25 | 1.          | Bundesliga                   | 3.    | 22     | 16 | 2 | 4  | 68:22  | +46   | 50     | —             | Viertelfinale | 1. Runde                      |

### Europapokalbilanz
| Saison  | Wettbewerb                    | Runde                                     | Gegner            | Gesamt          | Hin           | Rück    |
| ------- | ----------------------------- | ----------------------------------------- | ----------------- | --------------- | ------------- | ------- |
| 2022/23 | UEFA Women’s Champions League | 1. Qualifikationsrunde (HF)               | Fortuna Hjørring  | 2:0             | 2:0 (A)       |         |
| 2022/23 | UEFA Women’s Champions League | 1. Qualifikationsrunde (F)                | Ajax Amsterdam    | 1:2             | 1:2 (N)       |         |
| 2023/24 | UEFA Women’s Champions League | 1. Qualifikationsrunde (HF)               | 1. FC Slovácko    | 1:0             | 1:0 (H)       |         |
| 2023/24 | UEFA Women’s Champions League | 1. Qualifikationsrunde (F)                | Juventus Turin    | 1:1 (5:4 i. E.) | 1:1 n. V. (H) |         |
| 2023/24 | UEFA Women’s Champions League | 2. Qualifikationsrunde                    | Sparta Prag       | 8:0             | 5:0 (H)       | 3:0 (A) |
| 2023/24 | UEFA Women’s Champions League | Gruppenphase                              | FC Rosengård      | 7:1             | 2:1 (A)       | 5:0 (H) |
| 2023/24 | UEFA Women’s Champions League | Gruppenphase                              | FC Barcelona      | 1:5             | 1:3 (H)       | 0:2 (A) |
| 2023/24 | UEFA Women’s Champions League | Gruppenphase                              | Benfica Lissabon  | 1:2             | 0:1 (A)       | 1:1 (H) |
| 2024/25 | UEFA Women’s Champions League | 1. Qualifikationsrunde (HF)               | Sporting Lissabon | 0:2             | 0:2 (N)       |         |
| 2024/25 | UEFA Women’s Champions League | 1. Qualifikationsrunde (Spiel um Platz 3) | FK Minsk          | 6:0             | 6:0 (N)       |         |

Gesamtbilanz: 14 Spiele, 7 Siege, 2 Unentschieden, 5 Niederlagen, 28:13 Tore (Tordifferenz +15)

## Zweite Mannschaft
Mit dem Aufstieg in die Verbandsliga wurde eine zweite Mannschaft eingeführt. Diese stieg sofort aus der Kreisoberliga in die Gruppenliga auf. 2013 gelang der Mannschaft dann der Aufstieg in die Verbandsliga, 2014 folgte der Aufstieg in die Hessenliga. Am Ende der Saison 2015/16 stieg die Mannschaft aufgrund des Abstiegs der 1. Mannschaft trotz des sportlichen Klassenerhalts ab und spielt seitdem wieder in der Verbandsliga. Nach drei Jahren wurde die Mannschaft Vizemeister hinter Kickers Offenbach und setzte sich in der Aufstiegsrunde gegen TuS Naunheim durch. Die Saison 2019/20 wurde aufgrund der COVID-19-Pandemie vorzeitig abgebrochen.

### Kader 2025/26
Stand: 31. Juli 2025
| 40 | Ylvi Eisenbeiß   | Deutschland |
| 00 | Janne Krumme     | Deutschland |
| 12 | Jolina Petri     | Deutschland |
| 26 | Franziska Schnee | Deutschland |

| 23 | Keira Bednorz        | Deutschland         |
| 19 | Cecile Carneiro      | Deutschland         |
| 09 | Eva Hell             | Deutschland         |
| 25 | Luise Maier          | Deutschland         |
| 11 | Mina Matijević       | Serbien Deutschland |
| 32 | Emma Memminger       | Deutschland         |
| 16 | Sophie Rapf          | Osterreich          |
| 03 | Katharina Rust       | Deutschland         |
| 02 | Jana Theijs          | Deutschland         |
| 04 | Emily Wallrabenstein | Deutschland         |

| 07 | Sibel Agirman       | Deutschland Turkei |
| 06 | Kerstin Bogenschütz | Deutschland        |
| 22 | Ela Demirbas        | Deutschland        |
| 00 | Valentina Limani    | Kosovo Deutschland |
| 35 | Helene Schäfer      | Deutschland        |
| 16 | Carlotta Schwoerer  | Deutschland        |
| 10 | Georgia Stanti      | Deutschland        |
| 08 | Marlene Wild        | Deutschland        |
| 20 | Tessa Zimmermann    | Deutschland        |

| 00 | Mira Arouna            | Deutschland |
| 00 | Anna Gliszczyńska      | Polen       |
| 17 | Marie Kleemann         | Deutschland |
| 14 | Sari Kobayashi         | Japan       |
| 24 | Solveig Schlitter      | Deutschland |
| 37 | Melissa Schmidt-Sommer | Deutschland |
| 13 | Leonie Stöhr           | Deutschland |

### Wechsel zur Saison 2025/26
Alphabetische Sortierung
| Zugänge - Sibel Agirman (Hamburger SV II) - Mira Arouna (VfL Wolfsburg II) - Kerstin Bogenschütz (FC Ingolstadt 04) - Ylvi Eisenbeiß (Eintracht Frankfurt U17) - Anna Gliszczyńska (Górnik Łęczna) - Eva Hell (Hamburger SV U17) - Sari Kobayashi (Kickers Offenbach) - Janne Krumme (FSV Gütersloh 2009) - Valentina Limani (1. FFC Turbine Potsdam) - Jolina Petri (Eintracht Frankfurt U19) - Sophie Rapf (FK Austria Wien) - Solveig Schlitter (SV 67 Weinberg) - Franziska Schnee (Eintracht Frankfurt U19) - Leonie Stöhr (SG 99 Andernach) - Jana Theijs (VfL Wolfsburg II) | Abgänge - Johanna Berg (1. FSV Mainz 05) - Lucija Domazet (unbekannt) - Sophia Gonzalez (1. FSV Mainz 05 II) - Ai Inoue (Karriereende) - Nele Janek (Dartmouth Big Green) - Elena Mühlemann (FC Carl Zeiss Jena) - Mia Rodach (South Florida Bulls) - Rosa Rückert (VfB Stuttgart) - Mona Sarr (Hertha BSC) - Michaela Specht (Karriereende) |

### Trainerhistorie
- Kim Kulig: 2020–2021
- Francesco Continolo: 2021–2022
- Stefan von Martinez: 2022–03.2023
- Carlos Pereira: 03.2023–06.2023 (Interim)
- Friederike Kromp: 2023–2025
- Julia Šimić: seit 2025

### Saisonergebnisse
| Saison  | Spielklasse | Liga                        | Platz | Spiele | S  | U | N  | Tore  | Tordifferenz | Punkte |
| ------- | ----------- | --------------------------- | ----- | ------ | -- | - | -- | ----- | ------------ | ------ |
| 2008/09 | 7.          | Kreisoberliga Frankfurt     | 1.    | 16     | 14 | 1 | 1  | 88:16 | +72          | 43     |
| 2009/10 | 6.          | Gruppenliga Frankfurt       | 6.    | 22     | 10 | 3 | 9  | 52:40 | +12          | 33     |
| 2010/11 | 6.          | Gruppenliga Frankfurt       | 4.    | 22     | 13 | 5 | 4  | 64:28 | +36          | 38     |
| 2011/12 | 6.          | Gruppenliga Frankfurt       | 3.    | 21     | 16 | 3 | 2  | 48:14 | +34          | 48     |
| 2012/13 | 6.          | Gruppenliga Frankfurt       | 1.    | 20     | 15 | 3 | 2  | 89:18 | +71          | 48     |
| 2013/14 | 5.          | Verbandsliga Hessen-Süd     | 1.    | 22     | 18 | 2 | 2  | 59:20 | +39          | 56     |
| 2014/15 | 4.          | Hessenliga                  | 10.   | 22     | 6  | 2 | 14 | 34:41 | −7           | 20     |
| 2015/16 | 4.          | Hessenliga                  | 9.    | 22     | 8  | 2 | 12 | 36:58 | −22          | 26     |
| 2016/17 | 5.          | Verbandsliga Hessen-Süd     | 7.    | 22     | 10 | 1 | 11 | 52:40 | +12          | 31     |
| 2017/18 | 5.          | Verbandsliga Hessen-Süd     | 3.    | 22     | 15 | 3 | 4  | 91:24 | +67          | 48     |
| 2018/19 | 5.          | Verbandsliga Hessen-Süd     | 2.    | 24     | 20 | 3 | 1  | 99:26 | +73          | 63     |
| 2019/20 | 4.          | Hessenliga                  | 6.    | 14     | 5  | 7 | 2  | 25:18 | +7           | 22     |
| 2020/21 | 2.          | 2. Bundesliga (Staffel Süd) | 5.    | 16     | 8  | 1 | 7  | 30:22 | +8           | 25     |
| 2021/22 | 2.          | 2. Bundesliga               | 5.    | 26     | 12 | 7 | 7  | 56:38 | +18          | 43     |
| 2022/23 | 2.          | 2. Bundesliga               | 9.    | 26     | 10 | 4 | 12 | 38:43 | −5           | 34     |
| 2023/24 | 2.          | 2. Bundesliga               | 8.    | 26     | 11 | 4 | 11 | 33:35 | −2           | 37     |
| 2024/25 | 2.          | 2. Bundesliga               | 6.    | 26     | 13 | 4 | 9  | 29:25 | +4           | 43     |

## Mädchenfußball
Seit der Saison 2006/07 wird auch Mädchenfußball angeboten. Den B-Juniorinnen (U17) gelang im Sommer 2012 die Qualifikation für die neu eingeführte Bundesliga. Die Mannschaft stieg danach stets nach einer Saison in die Hessenliga ab und anschließend direkt wieder auf. In der Saison 2018/19 gelang erstmals der Klassenerhalt in der Bundesliga mit dem Erreichen des siebten Platzes.
Eintracht Frankfurt veranstaltet jährlich den „Mädchen-Adlertag“ zur Talentsichtung.

## Stadion
In den Spielzeiten 2004/05 bis 2011/12 sowie 2015/16 bis 2017/18 wurden die Heimspiele auf dem Kunstrasenplatz am Riederwaldstadion ausgetragen. In der Saison 2018/19 wurde die Sportanlage Nieder-Eschbach als Heimspielstätte genutzt, auf die bereits in den Spielzeiten 2012/13 bis 2014/15 aus Kapazitätsgründen ausgewichen wurde. Mit der Fusion der Eintracht mit dem 1. FFC Frankfurt bestreiten die erste und die zweite Mannschaft ihre Heimspiele seit der Saison 2020/21 im Stadion am Brentanobad (Frankfurt-Rödelheim), der bisherigen Spielstätte des 1. FFC.